# Little White Lies (revista)
Little White Lies é uma revista cinematográfica com distribuição internacional. É publicada pela empresa de mídia britânica TCOLondon, que também publica a revista de faça você mesmo Huck. Little White Lies surgiu das cinzas da Adrenalin, uma revista de esportes de aventura e estilo de vida. Quando a editora da Adrenalin entrou em falência, um grupo de amigos que trabalhavam lá decidiu transformar o projeto licenciado "Little White Lies: Issue Zero", do estudante Danny Miller, em uma revista.